# Olympische Sommerspiele 1996/Teilnehmer (Algerien)
| Gelbes Symbol für Goldmedaillen mit stilisierten Olympischen Ringen | Graues Symbol für Silbermedaillen mit stilisierten Olympischen Ringen | Braundes Symbol für Bronzemedaillen mit stilisierten Olympischen Ringen |
| ------------------------------------------------------------------- | --------------------------------------------------------------------- | ----------------------------------------------------------------------- |
| 2                                                                   | —                                                                     | 1                                                                       |

Algerien nahm bei den Olympischen Sommerspielen 1996 in der US-amerikanischen Metropole Atlanta mit 45 Sportlern, 39 Männern und sechs Frauen, in 29 Wettbewerben in neun Sportarten teil.
Seit 1964 war es die achte Teilnahme Algeriens bei Olympischen Sommerspielen.

## Flaggenträger
Der Handballer Karim El-Mahouab trug die Flagge Algeriens während der Eröffnungsfeier am 19. Juli 1996 im Centennial Olympic Stadium.

## Medaillen
Mit zwei gewonnenen Gold- und eine Bronzemedaille belegte das algerische Team Platz 34 im Medaillenspiegel.

### Gold
- Noureddine Morceli in der Leichtathletik, 1500 Meter Hindernis
- Hocine Soltani im Boxen, Leichtgewicht

### Bronze
- Mohamed Bahari im Boxen, Mittelgewicht

## Teilnehmer nach Sportarten

### Boxen
| Athleten            | Wettbewerb         | 1. Runde      | 1. Runde | Achtelfinale   | Achtelfinale  | Viertelfinale | Viertelfinale | Halbfinale    | Halbfinale    | Finale        | Finale        | Rang   |
| Athleten            | Wettbewerb         | Gegner        | Ergebnis | Gegner         | Ergebnis      | Gegner        | Ergebnis      | Gegner        | Ergebnis      | Gegner        | Ergebnis      | Rang   |
| ------------------- | ------------------ | ------------- | -------- | -------------- | ------------- | ------------- | ------------- | ------------- | ------------- | ------------- | ------------- | ------ |
| Männer              |                    |               |          |                |               |               |               |               |               |               |               |        |
| Mahdi Assous        | Klasse bis 51 kg   | H. Gereo      | 11:4     | O. Narváez     | 20:4          | Z. Lunka      | 6:19          | ausgeschieden | ausgeschieden | ausgeschieden | ausgeschieden | 8      |
| Abdelaziz Boulehia  | Klasse bis 54 kg   | A. Tsiripidis | 10:6     | R. Malachbekow | RSC R3        | ausgeschieden | ausgeschieden | ausgeschieden | ausgeschieden | ausgeschieden | ausgeschieden | 9      |
| Noureddine Madjhoud | Klasse bis 57 kg   | L. Aragón     | 6:9      | ausgeschieden  | ausgeschieden | ausgeschieden | ausgeschieden | ausgeschieden | ausgeschieden | ausgeschieden | ausgeschieden | 17     |
| Hocine Soltani      | Klasse bis 60 kg   | V. İşsever    | 14:2     | A. Magalhães   | 11:1          | Shin E.-c.    | 16:10         | L. Doroftei   | 9:6           | T. Tontschew  | 3:3           | Gold   |
| Mohamed Allalou     | Klasse bis 63,5 kg | P. Bulinga    | 17:3     | J. Bielski     | 19:8          | F. Missaoui   | 15:16         | ausgeschieden | ausgeschieden | ausgeschieden | ausgeschieden | 7      |
| Mohamed Bahari      | Klasse bis 75 kg   | M. Thomas     | RSC R2   | A. Kakauridse  | 8:5           | B. Magee      | 15:9          | M. Beyleroğlu | 11:11         | ausgeschieden | ausgeschieden | Bronze |

### Fechten
| Athleten             | Wettbewerb     | 1. Runde   | 1. Runde | 2. Runde      | 2. Runde      | Achtelfinale  | Achtelfinale  | Viertelfinale | Viertelfinale | Halbfinale/Klassifikation | Halbfinale/Klassifikation | Finale/Platzierung | Finale/Platzierung | Rang |
| Athleten             | Wettbewerb     | Gegner     | Ergebnis | Gegner        | Ergebnis      | Gegner        | Ergebnis      | Gegner        | Ergebnis      | Gegner                    | Ergebnis                  | Gegner             | Ergebnis           | Rang |
| -------------------- | -------------- | ---------- | -------- | ------------- | ------------- | ------------- | ------------- | ------------- | ------------- | ------------------------- | ------------------------- | ------------------ | ------------------ | ---- |
| Frauen               |                |            |          |               |               |               |               |               |               |                           |                           |                    |                    |      |
| Ferial Salhi         | Florett Einzel | Liang J.   | 7:15     | ausgeschieden | ausgeschieden | ausgeschieden | ausgeschieden | ausgeschieden | ausgeschieden | ausgeschieden             | ausgeschieden             | ausgeschieden      | ausgeschieden      | 37   |
| Männer               |                |            |          |               |               |               |               |               |               |                           |                           |                    |                    |      |
| Raouf Salim Bernaoui | Säbel Einzel   | M. Covaliu | 7:15     | ausgeschieden | ausgeschieden | ausgeschieden | ausgeschieden | ausgeschieden | ausgeschieden | ausgeschieden             | ausgeschieden             | ausgeschieden      | ausgeschieden      | 40   |

### Gewichtheben
| Athleten              | Wettbewerb       | Reißen   | Reißen | Stoßen   | Stoßen | Zweikampf | Zweikampf | Rang |
| Athleten              | Wettbewerb       | Gewicht  | Rang   | Gewicht  | Rang   | Gewicht   | Rang      | Rang |
| --------------------- | ---------------- | -------- | ------ | -------- | ------ | --------- | --------- | ---- |
| Männer                |                  |          |        |          |        |           |           |      |
| Azzedine Basbas       | Klasse bis 64 kg | 120,0 kg | 28     | 160,0 kg | 12     | 280,0 kg  | 24        | 24   |
| Fouad Bouzenada       | Klasse bis 64 kg | 115,0 kg | 29     | 152,5 kg | 26     | 267,5 kg  | 29        | 29   |
| Abdelmanaane Yahiaoui | Klasse bis 70 kg | 150,0 kg | 7      | 185,0 kg | 4      | 335,0 kg  | 5         | 5    |

### Handball
| Wettbewerb        | Männer (Spiele/Tore) |
| ----------------- | --- |
| Athleten          | Amar Daoud Abdelghani Loukil Redouane Aouachria Salim Nedjel-Hammou Nabil Rouabhi Redouane Saïdi Ben Ali Beghouach Sofiane Lamali Abdeldjalil Bouanani Mahmoud Bouanik Rabah Gherbi Achour Hasni Sofiane Khalfallah Mohamed Bouziane Salim Abes Karim El-Mahouab |
| Trainer           | Mohamed Machou |
| Gruppenphase      | Ägypten (16:19) Frankreich (22:33) Spanien (14:20) Deutschland (23:25) Brasilien (20:20) |
| Halbfinale        | ausgeschieden |
| Platzierungsspiel | Vereinigte Staaten (26:27 n. V.) |
| Rang              | 10. Platz |

### Judo
| Frauen            |                   |   |   |              |   |               |               |               |               |               |               |               |               |    |
| Salima Souakri    | Klasse bis 48 kg  | — | — | H. Şenyurt   | W | A. Savón      | L             | H. Wolf       | W             | T. Maskwina   | W             | Y. Soler      | L             | 5  |
| Lynda Mekzine     | Klasse bis 52 kg  | — | — | S. Rendle    | W | L. Krause     | L             | A. Muñoz      | L             | ausgeschieden | ausgeschieden | ausgeschieden | ausgeschieden | 9  |
| Männer            |                   |   |   |              |   |               |               |               |               |               |               |               |               |    |
| Amar Meridja      | Klasse bis 60 kg  | — | — | R. Nováček   | W | R. Naveira    | W             | T. Nomura     | L             | ausgeschieden | ausgeschieden | ausgeschieden | ausgeschieden | 9  |
| Amar Meridja      | Klasse bis 60 kg  | — | — | R. Nováček   | W | R. Naveira    | W             | N. Oschegin   | L             | ausgeschieden | ausgeschieden | ausgeschieden | ausgeschieden | 9  |
| Abdelhakim Harkat | Klasse bis 71 kg  | — | — | F. Rodríguez | W | K. Nakamura   | L             | ausgeschieden | ausgeschieden | ausgeschieden | ausgeschieden | ausgeschieden | ausgeschieden | 13 |
| Abdelhakim Harkat | Klasse bis 71 kg  | — | — | F. Rodríguez | W | T. Schleicher | L             | ausgeschieden | ausgeschieden | ausgeschieden | ausgeschieden | ausgeschieden | ausgeschieden | 13 |
| Lyes Cherifi      | Klasse bis 78 kg  | — | — | S. Musa      | W | W. Schmakow   | L             | ausgeschieden | ausgeschieden | ausgeschieden | ausgeschieden | ausgeschieden | ausgeschieden | 17 |
| Kamel Larbi       | Klasse über 95 kg | — | — | E. Krieger   | L | ausgeschieden | ausgeschieden | ausgeschieden | ausgeschieden | ausgeschieden | ausgeschieden | ausgeschieden | ausgeschieden | 21 |

### Leichtathletik
Laufen und Gehen
| Athleten           | Wettbewerb | Vorlauf      | Vorlauf | Viertelfinale | Viertelfinale | Halbfinale    | Halbfinale    | Finale        | Finale        | Rang          |
| Athleten           | Wettbewerb | Zeit         | Rang    | Zeit          | Rang          | Zeit          | Rang          | Zeit          | Rang          | Rang          |
| ------------------ | ---------- | ------------ | ------- | ------------- | ------------- | ------------- | ------------- | ------------- | ------------- | ------------- |
| Frauen             |            |              |         |               |               |               |               |               |               |               |
| Nouria Benida      | 800 m      | 2:02,44 min  | 4       | —             | —             | ausgeschieden | ausgeschieden | ausgeschieden | ausgeschieden | 24            |
| Hassiba Boulmerka  | 1500 m     | 4:09,96 min  | 3       | —             | —             | 4:23,86 min   | 12            | ausgeschieden | ausgeschieden | 23            |
| Männer             |            |              |         |               |               |               |               |               |               |               |
| Amar Hecini        | 400 m      | DSQ          | DSQ     | ausgeschieden | ausgeschieden | ausgeschieden | ausgeschieden | ausgeschieden | ausgeschieden | ausgeschieden |
| Adem Hecini        | 800 m      | 1:47,23 min  | 4       | —             | —             | ausgeschieden | ausgeschieden | ausgeschieden | ausgeschieden | 26            |
| Ahmed Krama        | 1500 m     | 3:42,09 min  | 7       | —             | —             | ausgeschieden | ausgeschieden | ausgeschieden | ausgeschieden | 35            |
| Noureddine Morceli | 1500 m     | 3:41,95 min  | 1       | —             | —             | 3:32,88 min   | 1             | 3:35,78 min   | 1             | Gold          |
| Aïssa Bel Aout     | 5000 m     | 13:51,96 min | 5       | —             | —             | 14:04,56 min  | 6             | 14:06,52 min  | 15            | 15            |
| Réda Benzine       | 5000 m     | 14:03,06 min | 3       | —             | —             | 13:37,52 min  | 8             | 13:42,34 min  | 13            | 13            |

### Ringen

#### Freistil
Legende: G = Gewonnen, V = Verloren, S = Schultersieg
| Athleten        | Wettbewerb       | 1. Runde   | 1. Runde | Achtelfinale  | Achtelfinale  | Viertelfinale | Viertelfinale | Halbfinale    | Halbfinale    | Hoffnungsrunde Runde 1 | Hoffnungsrunde Runde 1 | Hoffnungsrunde Runde 2 | Hoffnungsrunde Runde 2 | Hoffnungsrunde Runde 3 | Hoffnungsrunde Runde 3 | Hoffnungsrunde Runde 4 | Hoffnungsrunde Runde 4 | Hoffnungsrunde Runde 5 | Hoffnungsrunde Runde 5 | Finale        | Finale        | Rang |
| Athleten        | Wettbewerb       | Gegner     | Ergebnis | Gegner        | Ergebnis      | Gegner        | Ergebnis      | Gegner        | Ergebnis      | Gegner                 | Ergebnis               | Gegner                 | Ergebnis               | Gegner                 | Ergebnis               | Gegner                 | Ergebnis               | Gegner                 | Ergebnis               | Gegner        | Ergebnis      | Rang |
| --------------- | ---------------- | ---------- | -------- | ------------- | ------------- | ------------- | ------------- | ------------- | ------------- | ---------------------- | ---------------------- | ---------------------- | ---------------------- | ---------------------- | ---------------------- | ---------------------- | ---------------------- | ---------------------- | ---------------------- | ------------- | ------------- | ---- |
| Männer          |                  |            |          |               |               |               |               |               |               |                        |                        |                        |                        |                        |                        |                        |                        |                        |                        |               |               |      |
| Omar Kedajouaer | Klasse bis 52 kg | W. Tohusow | V 0:10   | ausgeschieden | ausgeschieden | ausgeschieden | ausgeschieden | ausgeschieden | ausgeschieden | V. Rodríguez           | G 2:0                  | M. Topaktaş            | VS 0:3                 | ausgeschieden          | ausgeschieden          | ausgeschieden          | ausgeschieden          | ausgeschieden          | ausgeschieden          | ausgeschieden | ausgeschieden | 14   |

#### Griechisch-Römisch
Legende: G = Gewonnen, V = Verloren, S = Schultersieg
| Athleten          | Wettbewerb       | 1. Runde    | 1. Runde | Achtelfinale  | Achtelfinale  | Viertelfinale | Viertelfinale | Halbfinale    | Halbfinale    | Hoffnungsrunde Runde 1 | Hoffnungsrunde Runde 1 | Hoffnungsrunde Runde 2 | Hoffnungsrunde Runde 2 | Hoffnungsrunde Runde 3 | Hoffnungsrunde Runde 3 | Hoffnungsrunde Runde 4 | Hoffnungsrunde Runde 4 | Hoffnungsrunde Runde 5 | Hoffnungsrunde Runde 5 | Finale        | Finale        | Rang |
| Athleten          | Wettbewerb       | Gegner      | Ergebnis | Gegner        | Ergebnis      | Gegner        | Ergebnis      | Gegner        | Ergebnis      | Gegner                 | Ergebnis               | Gegner                 | Ergebnis               | Gegner                 | Ergebnis               | Gegner                 | Ergebnis               | Gegner                 | Ergebnis               | Gegner        | Ergebnis      | Rang |
| ----------------- | ---------------- | ----------- | -------- | ------------- | ------------- | ------------- | ------------- | ------------- | ------------- | ---------------------- | ---------------------- | ---------------------- | ---------------------- | ---------------------- | ---------------------- | ---------------------- | ---------------------- | ---------------------- | ---------------------- | ------------- | ------------- | ---- |
| Männer            |                  |             |          |               |               |               |               |               |               |                        |                        |                        |                        |                        |                        |                        |                        |                        |                        |               |               |      |
| Youssef Bouguerra | Klasse bis 74 kg | T. Katayama | V 2:13   | ausgeschieden | ausgeschieden | ausgeschieden | ausgeschieden | ausgeschieden | ausgeschieden | S. Stojanow            | V 0:5                  | ausgeschieden          | ausgeschieden          | ausgeschieden          | ausgeschieden          | ausgeschieden          | ausgeschieden          | ausgeschieden          | ausgeschieden          | ausgeschieden | ausgeschieden | 16   |

### Rudern
| Athleten      | Wettbewerb | Vorlauf     | Vorlauf | Vorlauf       | Hoffnungslauf | Hoffnungslauf | Hoffnungslauf | Halbfinale | Halbfinale | Halbfinale    | Finale      | Finale | Rang |
| Athleten      | Wettbewerb | Zeit        | Rang    | Qualifikation | Zeit          | Rang          | Qualifikation | Zeit       | Rang       | Qualifikation | Zeit        | Rang   | Rang |
| ------------- | ---------- | ----------- | ------- | ------------- | ------------- | ------------- | ------------- | ---------- | ---------- | ------------- | ----------- | ------ | ---- |
| Frauen        |            |             |         |               |               |               |               |            |            |               |             |        |      |
| Samia Hireche | Einer      | 9:08,31 min | 6       | Hoffnungslauf | 9:28,41 min   | 5             | C-Finale      | —          | —          | —             | 9:09,92 min | 5      | 17   |

### Schwimmen
| Athleten   | Wettbewerb     | Vorlauf     | Vorlauf | A/B-Finale    | A/B-Finale    | Rang |
| Athleten   | Wettbewerb     | Zeit        | Rang    | Zeit          | Rang          | Rang |
| ---------- | -------------- | ----------- | ------- | ------------- | ------------- | ---- |
| Männer     |                |             |         |               |               |      |
| Salim Iles | 50 m Freistil  | 23,61 s     | 36      | ausgeschieden | ausgeschieden | 36   |
| Salim Iles | 100 m Freistil | 50,87 s     | 25      | ausgeschieden | ausgeschieden | 25   |
| Salim Iles | 200 m Freistil | 1:54,10 min | 31      | ausgeschieden | ausgeschieden | 31   |